# Jorit

Tag vettorializzata di Jorit

Jorit o Jorit Agoch, pseudonimo di Ciro Cerullo (Quarto, 24 novembre 1990), è un artista italiano specializzato in arte di strada, attivo principalmente a Napoli  e in Campania.

## Biografia
Nato a Quarto, comune a nord-ovest di Napoli, dopo aver frequentato l’Accademia di Belle Arti di Napoli, inizia ad essere conosciuto dal 2011 quando le sue opere sono esposte nel Museo Archeologico Nazionale di Napoli, MANN. Nel 2013 espone anche al MAGMA di Roccamonfina, poi nel 2014 al PAN di Napoli e, sempre nello stesso anno, a Roma presso il museo MACRO. Ha partecipato a diversi progetti d'arte di strada, sia in Italia sia all’estero; a Napoli è conosciuto soprattutto per i maxi-ritratti di personaggi celebri, come Diego Armando Maradona e Marek Hamsik, dipinti su facciate di edifici comunali o popolari con l’intento di riqualificare esteticamente aree periferiche e non solo.
Jorit ha collaborato al progetto "Ad Majolica Museo Diffuso delle Maioliche della Street Art"; ha realizzato i ritratti di Eduardo De Filippo al Teatro San Ferdinando di Napoli in occasione del Forum Universale delle Culture e ha anche eseguito le due opere "Ael. Tutt'egual Song'e Criature" nell’ambito della campagna nazionale ”No a Tutti i Razzismi” promossa da UNAR - Ufficio Nazionale Antidiscriminazioni Razziali e "San Gennaro" nel quartiere di Forcella, opera realizzata con il Comune di Napoli e l'Eccellentissima Deputazione della Real Cappella del Tesoro di San Gennaro e con il Museo del Tesoro di San Gennaro.
Nel 2023, è stato nominato al Wolf Prize 2023 da Michelina Manzillo per la categoria Architettura con la motivazione di « riqualificazione urbana » apportata dalle sue opere. La candidatura è stata supportata da Roberto Lori, magnifico rettore dell’Accademia di belle arti di Napoli, ateneo presso il quale Jorit si è laureato.
Nel luglio 2023 balza agli onori delle cronache per un murales da lui dipinto su una facciata di un palazzo distrutto a Mariupol', città ucraina assediata dalla Federazione Russa circa un anno prima e ancora sotto controllo russo nel luglio 2023. Il murales raffigura una bambina, con i colori della bandiera della Repubblica Popolare di Doneck negli occhi, alle cui spalle piovono missili con la scritta "NATO". In basso a sinistra compare anche un simbolo antifascista con la caratteristica bandiera nera e rossa di Antifa. Jorit afferma che la bambina ritratta sia di Mariupol', ma molti hanno notato la somiglianza del dipinto con una foto della figlia della fotografa australiana Helen White.
A marzo 2024, nel corso dell'invasione russa dell'Ucraina e a poche settimane dalla morte del critico e oppositore russo Naval'nyj, ospite al Forum della Gioventù di Soči, Jorit abbraccia Putin e chiede di fare una foto con lui dichiarando "Facciamo una foto insieme per mostrare all'Italia che lei è umano come tutti". Tale presa di posizione ha fatto discutere il pubblico italiano. Pochi giorni dopo l'artista attraverso il suo profilo Instagram risponde alle critiche negando di voler elogiare il presidente russo. Sostiene poi la lista Pace Terra Dignità di Michele Santoro in vista delle elezioni europee dello stesso anno.

## Opere
Nei murales realizzati da Jorit sono "nascoste" delle scritte, parole e frasi che ampliano il significato delle opere: spesso di protesta, sono per la maggior parte sui volti dei protagonisti. Questi inoltre presentano sempre, salvo un paio di eccezioni, dei tipici segni tribali sulle guance: i rimandi sono all'antica pratica di scarificazione nelle tribù africane secondo la quale i ragazzi che stanno diventando adulti rinunciano ad un pezzo di sé stessi per senso di appartenenza alla propria tribù. L'accezione data dall'artista è quindi quella di uguaglianza, nonché di appartenenza alla razza umana, la cosiddetta Human Tribe. 
La prima opera con tale caratteristica sembrerebbe essere il murales di Ponticelli (quartiere di Napoli) nel 2015, intitolato Ael, Tutt'egual song 'e creature e disegnato per ricordare l'incendio di 7 anni prima in un campo nomadi. Il volto di Ael è inventato e rappresenta una ragazza rom non troppo dissimile da quelle napoletane: questa ambiguità è voluta dall'artista per trasmettere un messaggio di inclusione e di tolleranza.

### Cile
Nel 2017 realizza nella città di Santiago del Cile un ritratto del poeta e attivista politico Pablo Neruda.

### Italia

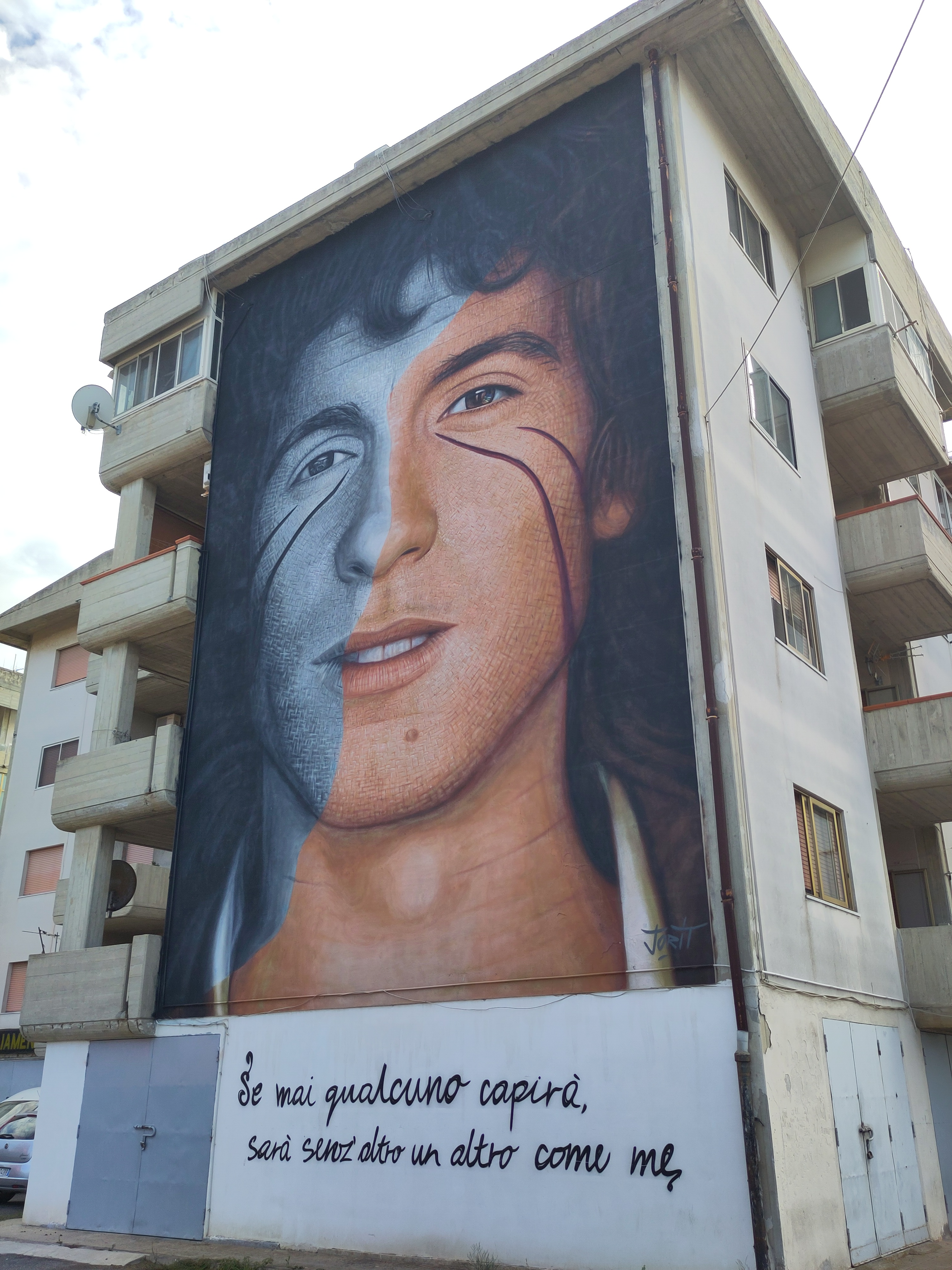
Ritratto di Rino Gaetano eseguito da Jorit a Crotone nel 2022.

Il 3 giugno 2020 presenta a Barra (quartiere di Napoli) il suo tributo al movimento Black Lives Matter ed in particolare a George Floyd, ucciso pochi giorni prima da un agente di polizia statunitense. Egli, al posto del tipico segno sulle guance caratteristico delle opere di Jorit, viene raffigurato versante lacrime di sangue; inoltre è accompagnato, in ordine da destra verso sinistra, dai volti di Angela Davis, Malcolm X, Martin Luther King e quello presunto di Lenin. Sul pavimento invece compare la scritta in inglese Time to change the world, "è tempo di cambiare il mondo", a riprova del sostegno dell'artista alla causa.
Il 22 febbraio 2021 realizza a Roma un murale raffigurante Valerio Verbano, un militante comunista, ucciso nel 1980 con un colpo di arma da fuoco in un agguato da parte di tre fascisti che si erano introdotti nella sua abitazione.
Il 4 marzo 2022 l'associazione Nemesi inaugura a Sorrento il murale di Jorit dedicato a Lucio Dalla, in occasione dell'evento "I colori di Lucio" che celebrò i 10 anni dalla sua scomparsa. Il cantautore era molto legato a Sorrento sin dagli albori della propria carriera musicale: vi scrisse la celebre canzone Caruso e successivamente ne divenne cittadino onorario. Prima di disegnarne il volto, Jorit scrisse sul muro una citazione alla canzone Se io fossi un angelo.

### Palestina

Murale di Ahed Tamimi realizzato da Jorit Agoch che ne ha causato l'arresto

Il 29 luglio 2018 insieme ad altri due artisti realizza un murale a Betlemme che ritrae l'attivista palestinese Ahed Tamimi sulla barriera di separazione israeliana nei pressi di Betlemme per richiedere la sua scarcerazione. L'opera gli costerà 24 ore di prigionia nelle carceri israeliane e un foglio di via dal territorio israeliano di 10 anni.

### Russia

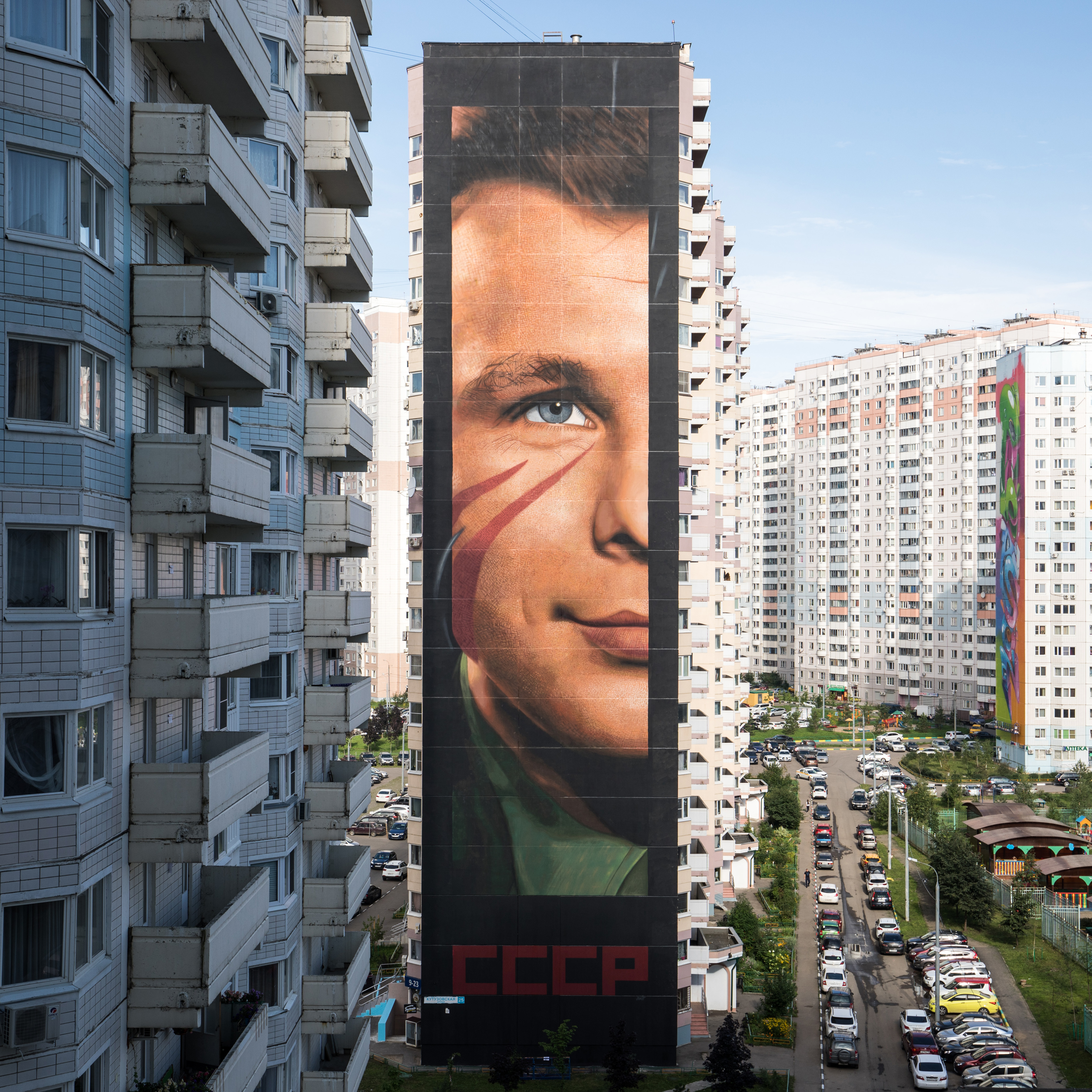
Ritratto di Jurij Gagarin a Odincovo, vicino a Mosca, realizzato da Jorit nel 2019

Nel 2019, sulla facciata di un palazzo di venti piani nella città di Odincovo in Russia, dipinge il volto di Jurij Gagarin, il cosmonauta sovietico che fu la prima persona ad andare nello spazio. È il ritratto di Gagarin più grande nel mondo. Nel marzo 2024 inaugura un dipinto raffigurante il volto dell'attrice Ornella Muti nella città di Soči.